# Ferdinand Eckstein
Pour les articles homonymes, voir Eckstein.
 (juillet 2023).
Ferdinand Eckstein, aussi connu sous le nom de baron d'Eckstein, né le 1er septembre 1790 à Copenhague et mort le 25 novembre 1861 à Paris, est un philosophe et auteur dramatique danois principalement actif en France à l'époque romantique. 

## Biographie
Ferdinand Eckstein est issu d'une famille juive récemment convertie au protestantisme.
Il fait des études de philosophie à l'université de Heidelberg. Vers 1808, sous l'influence de son ami Friedrich Schlegel, il se convertit au catholicisme durant un séjour à Rome. En 1814, il participe à la campagne contre Napoléon et assume ensuite des fonctions[évasif] en France dans le cadre du régime de la Restauration. C'est vers 1820 qu'il s'attribue le titre de baron et qu'il commence à s'intéresser aux civilisations d'Orient.
Eckstein collabore avec Charles Nodier, Victor Hugo, Jean-Pierre Abel-Rémusat, Chateaubriand, Alexandre Guiraud et Delphine Gay dans diverses entreprises littéraires[Lesquelles ?] et fonde son propre journal, Le Catholique (1826-1829), dans lequel il prône le fondement de la métaphysique dans l'histoire à l'appui de la linguistique, la philologie et la mythographie développées en Allemagne[pas clair].
Philosophe formé par l'idéalisme allemand et le traditionalisme catholique, il est, pendant les années 1830 et 1840, le principal représentant du mouvement de la renaissance orientale à Paris. Il affirme que l'étude des textes et des langues d'Orient est le plus urgent devoir des intellectuels de son temps. Sa défense passionnée de l'orientalisme le fait d'ailleurs surnommer « le baron sanskrit » ou « le baron Bouddha » (formule due à Heinrich Heine, alors aussi installé à Paris). Il fonde cette défense sur la croyance que Dieu a donné à l'humanité primitive une révélation qui subsiste dans sa forme la plus pure dans les textes de l'Inde ancienne.